# The Muppet Christmas Carol (película)
The Muppet Christmas Carol es una película musical navideña estadounidense de 1992 dirigida por Brian Henson (en su debut como director) a partir de un guion de Jerry Juhl y la cuarta película de cine protagonizada por The Muppets. Adaptada de la novela corta de 1843 A Christmas Carol de Charles Dickens, está protagonizada por Michael Caine como Ebenezer Scrooge, junto a los artistas de los Muppets Dave Goelz, Steve Whitmire, Jerry Nelson y Frank Oz. Aunque se toma una licencia artística para adaptarse a la estética de los Muppets, The Muppet Christmas Carol sigue de cerca la historia original de Dickens. Es la primera película de los Muppets que se produce tras la muerte del creador de los Muppets, Jim Henson, y del actor Richard Hunt; la película está dedicada a ambos.
La película fue estrenada en Estados Unidos el 11 de diciembre de 1992 por Buena Vista Pictures Distribution. Fue un modesto éxito de taquilla y recibió críticas generalmente favorables. Es la primera película de los Muppets producida por Walt Disney Pictures, cuya empresa matriz adquiriría posteriormente los derechos de los personajes y activos de los Muppets en 2004.

## Reparto
- Michael Caine como Ebenezer Scrooge
  - Edward Sanders, Theo Sanders, Kristopher Milnes, Russell Martin y Ray Coulthard como el joven Scrooge
- Steven Mackintosh como Fred, sobrino de Ebenezer Scrooge.
- Meredith Braun como Belle, el antiguo interés amoroso de Scrooge.
- Robin Weaver como Clara, sobrina política de Ebenezer Scrooge y esposa de Fred.
- Jessica Fox como la voz del fantasma de las Navidades pasadas
- David Shaw Parker como la voz del Viejo Joe

### Artistas de los Muppets
| Imterprete         | Muppet              | Personaje de A Christmas Carol                                |
| ------------------ | ------------------- | ------------------------------------------------------------- |
| Dave Goelz         | The Great Gonzo     | Charles Dickens (narrador)                                    |
| Dave Goelz         | Waldorf             | Robert Marley                                                 |
| Dave Goelz         | Dr. Bunsen Honeydew | Recolector de la caridad                                      |
| Dave Goelz         | Original            | Betina Cratchit                                               |
| Steve Whitmire     | Kermit the Frog     | Bob Cratchit                                                  |
| Steve Whitmire     | Rizzo the Rat       | Conarrador                                                    |
| Steve Whitmire     | Beaker              | Recolector de la caridad                                      |
| Steve Whitmire     | Bean Bunny          | Chico                                                         |
| Steve Whitmire     | Original            | Belinda Cratchit                                              |
| Frank Oz           | Miss Piggy          | Emily Cratchit                                                |
| Frank Oz           | Fozzie el oso       | Fozziwig                                                      |
| Frank Oz           | Sam Eagle           | Maestro de escuela                                            |
| Frank Oz           | George the Janitor  | Él mismo                                                      |
| Frank Oz           | Animal              | Animador de fiestas Fozziwig                                  |
| Jerry Nelson       | Robin the Frog      | Tiny Tim Cratchit                                             |
| Jerry Nelson       | Lew Zealand         | Él mismo                                                      |
| Jerry Nelson       | Statler             | Jacob Marley                                                  |
| Jerry Nelson       | Ma Bear             | Ma Fozziwig                                                   |
| Jerry Nelson       | Original            | Fantasma de las Navidades Presentes (cara y actuación de voz) |
| David Rudman       | Original            | Peter Cratchit                                                |
| David Rudman       | Original            | Old Joe (puppeteer only)                                      |
| David Rudman       | El cocinero sueco   | Cocinero de fiesta Fozziwig                                   |
| Louise Gold        | Original            | Mrs Dilber                                                    |
| Karen Prell        | Original            | Fantasma de las Navidades Pasadas (titiritero)                |
| Robert Tygner      | Originales          | Fantasma de las Navidades Pasadas (titiritero)                |
| Robert Tygner      | Originales          | Fantasma de las Navidades Futuras (titiritero)                |
| William Todd-Jones | Originales          | Fantasma de las Navidades Pasadas (titiritero)                |
| Don Austen         | Originales          | Fantasma de las Navidades Presentes (intérprete de traje)     |
| Don Austen         | Originales          | Fantasma de las Navidades Futuras (intérprete de traje)       |

## Producción
Tras la muerte de Jim Henson en mayo de 1990, el agente de talentos Bill Haber se acercó al hijo de Henson, Brian, con la idea de filmar una adaptación. Haber le dijo a Henson que "Cuento de Navidad es la mejor historia de todos los tiempos, deberías hacer eso» y luego le informó a Henson que había vendido la idea a ABC como una película para televisión. El veterano escritor de los Muppets, Jerry Juhl, fue contratado para escribir el guion y decidió insertar a Charles Dickens como narrador suplente para permanecer fiel a la prosa original del material escrito. Henson declaró que se eligió a Gonzo porque era la opción menos probable para interpretar a Charles Dickens, mientras que se agregó a Rizzo the Rat para inyectar algo de humor y servir como coro griego. Los personajes establecidos de los Muppets se escribieron inicialmente para representar a los fantasmas, con varios relatos que afirmaban que Robin the Frog o Scooter sería el fantasma de la Navidad pasada, Miss Piggy sería el fantasma de la Navidad presente y Gonzo (antes de que fuera escrito para interpretar a Dickens) o Animal como el fantasma de la Navidad por venir. Sin embargo, la idea fue descartada en favor de nuevos personajes de los Muppets que subrayarían mejor la naturaleza siniestra. Después de que el guion fue enviado para su aprobación a ABC, los ejecutivos de Walt Disney Pictures ofrecieron comprar el guion para una película en lugar de un estreno televisivo.
Se consideró que los actores ingleses David Hemmings, Ron Moody y David Warner y el comediante estadounidense George Carlin interpretarían a Ebenezer Scrooge. Más tarde, Henson le ofreció el papel a Michael Caine, quien respondió: "Voy a interpretar esta película como si estuviera trabajando con la Royal Shakespeare Company. Nunca guiñaré un ojo, nunca haré nada Muppety. Voy a interpretar a Scrooge como si fuera un papel absolutamente dramático y no hubiera títeres a mi alrededor». Se inspiró para el papel en «tramposos y malversadores de Wall Street; pensé que representaban una muy buena imagen de mezquindad y codicia».
La producción tuvo lugar en los Shepperton Studios, Inglaterra. Durante el rodaje, para permitir que los Muppets y los actores humanos aparecieran en la toma, hubo que quitar y volver a insertar pisos, y Michael Caine tuvo que caminar sobre tablones estrechos entre los Muppets y sus artistas. Además, los edificios en las escenas callejeras de Londres se construyeron a mano, pero se redujeron de tamaño para lograr la apariencia de que las calles eran relativamente más largas. Cuando la secuencia musical "It Feels Like Christmas" termina con un plano de grúa, los edificios cortos se hicieron visibles al fondo; Brian Henson explicó en el comentario de audio del DVD que estaban conscientes del problema durante el rodaje, pero finalmente decidieron que la toma final valía la pena porque creían que no mucha gente notaría el error.